# Sárréti Tájvédelmi Körzet
A Sárréti Tájvédelmi Körzet területe 2 211 hektár, ebből fokozottan védett 422 hektár. A Tájvédelmi körzet a Duna–Ipoly Nemzeti Park Igazgatósága alá tartozik.

## Fekvése
A tájvédelmi körzet a Mezőföld nyugati szélén, Várpalota és Székesfehérvár városok között, a Sárrét kistáj északi részén helyezkedik el, Csór, Sárkeszi és Sárszentmihály települések közigazgatási területén.

## Kialakulása
A pleisztocénban kialakult, környezeténél mélyebb, és dél felé lejtő medence egykor a nagy kiterjedésű, egészen a Tolna dombokig lenyúló hatalmas mocsárvilág északi határát képezte. A Sárrét tengeri üledékben gazdag, meszes iszaprétegén kialakult több mint tíz méter vastag tőzegrétege ennek a lápvilágnak az emléke (az ún. mésziszap legjelentősebb előfordulása Magyarországon a Sárréti-medencében található).

## Jellemzői

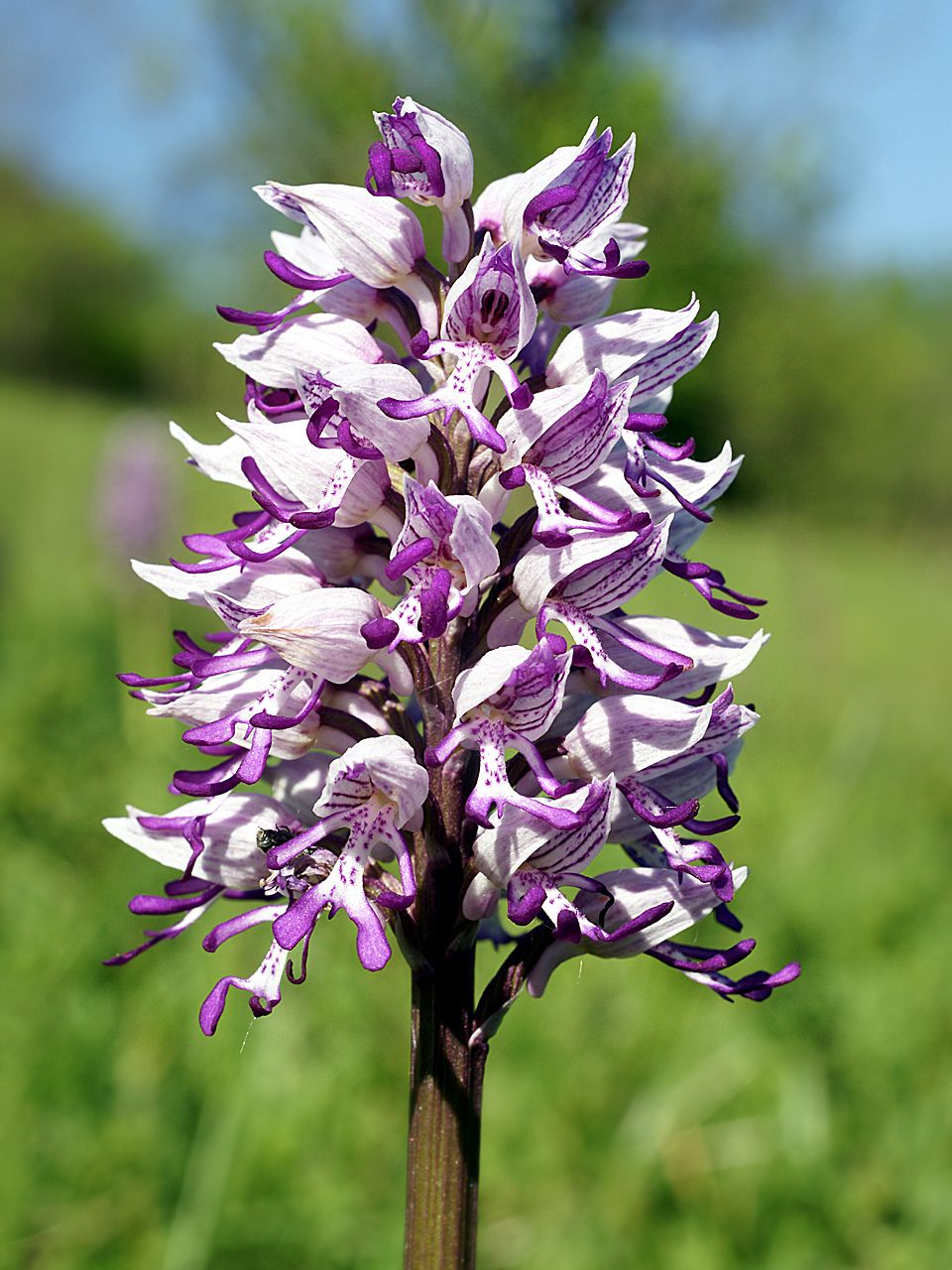
Mocsári kosbor

Sárrét a 19. századi vízrendezések után már nem az a hatalmas mocsárrét, amely egykor volt – ma már a tájegység legnagyobb része az egész év során száraz marad. Egy részén mezőgazdasági termelés folyik, más része árvalányhajas sztyepprétté, és szikes, illetve szikesedő rétté változott. Mégis a növény- és állatfajok olykor szinte érthetetlen módon ragaszkodnak egy-egy területhez – gyakran még akkor is, amikor az adott rész már régen nem nevezhető számukra megfelelő élőhelynek. Ilyen a Sárrét Várpalota és Székesfehérvár közé szorult néhány négyzetkilométeres sávja is.
A területen a mai napig értékes nyúlfarkfüves láprétek, a tocsogós területeken csátés láprétek, kiszáradó láprétek, és a szárazabb területeken homoki árvalányhajas sztyepprétek találhatók, több védett növénynek – pl. a vitéz és a poloskaszagú kosbornak – is otthont adva. De ezek a részek mindössze kisebb foltokat alkotnak a mezőgazdasági földek között.

## Növény- és állatvilág

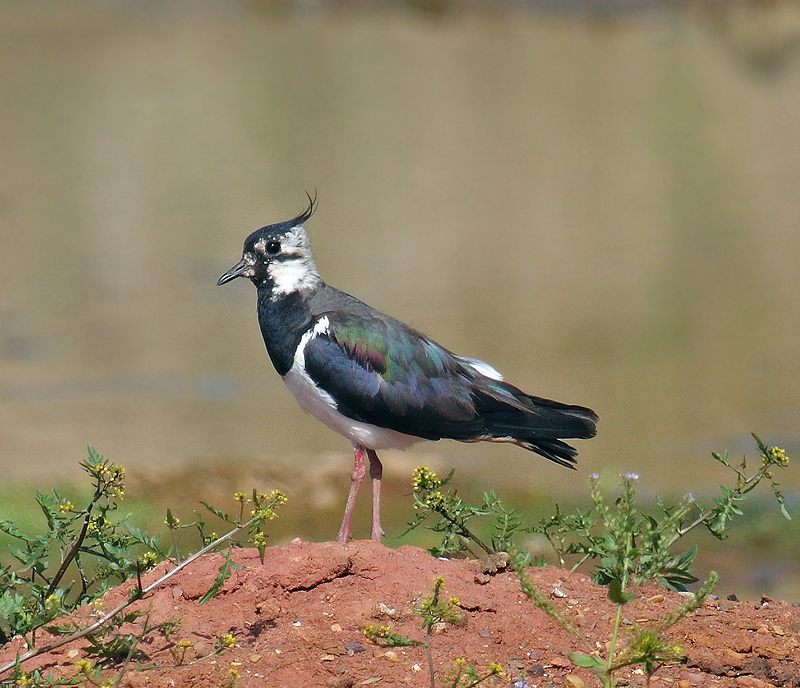
Bíbic

A terület eredetileg elsősorban az itt fészkelő túzokok miatt kapott védettséget, sajnos számuk folyamatosan csökken, és jelenleg legfeljebb néhány túzok él a Sárrét száraz rétjein. Az üde, vízjárta réteken és vizes területek madárvilága azonban még gazdag. A Sárrét állatvilágát gazdag kétéltűfauna jellemzi, és a területen majd hatvan madárfaj fészkelése bizonyított, köztük olyan ritkaságok, mint a hamvas rétihéja, a kabasólyom, a macska- és a gyöngybagoly, a kék vércse. A mocsaras részeken pajzsos cankó, bíbic és az igen ritka nagy póling költ, a nedves réteken még viszonylag nagy számban él fogoly és fürj.

## Kulturális értékek
A Sárrét szélén lévő falucskában, Sárpentelén nevelkedett gróf Széchenyi Zsigmond, a világhírű vadász és író. Az egykori kúriáját körülvevő park fennmaradt része, a pentelei erdő ma kedvelt kiránduló- és pihenőhely. Első vadászélményeinek színhelyén emlékkövet és emlékszobát avattak gróf Széchenyi Zsigmond tisztelői.

## Külső hivatkozások
- A Duna–Ipoly Nemzeti Park honlapja
- A Sárréti TK a Vendégvárón[halott link]
- A Duna–Ipoly Nemzeti Park honlapja - A Sárréti TK leírása